# Hugo Almeida
Hugo Miguel Pereira de Almeida (Figueira Da Foz, 23. svibnja 1984.) bivši je portugalski nogometaš i nogometni reprezentativac.
Nakon što nije uspio izboriti dres prve momčadi u Portu, koji ga je posudio nekoliko puta tijekom ugovora, ime je stvorio u Njemačkoj s Werder Bremenom, gdje je ostao četiri godine. Tamo je igrao u jednom finalu Kup UEFA-e i zabio više od 50 službenih golova.
Debitirao je za portugalsku reprezentaciju 2004. godine u dobi od 20 godina. Nastupio je na dva svjetska prvenstva i na dva europska prvenstva.

## Karijera

### Portugal
Rođen je u Figueiri Da Foz, a nogomet je počeo igrati u klubu Naval, klubu iz svojeg rodnog grada, prije nego što je potpisao za Porto. Debitirao je za Porto u 2:0 domaćoj pobjedi nad Benficom 21. rujna 2003. godine, kada je odigrao tri minute. Međutim, ne mogavši se izboriti za mjesto u momčadi poslan je na dvije posudbe u União de Leiriu (gdje je već igrao u prethodnoj sezoni, također na posudbi) i u Boavistu.
Almeida se u Porto vratio u sezoni 2005./06. U toj je sezoni imao relativno važnu ulogu te s Portom osvaja nacionalno prvenstvo. Tijekom te sezone, u Ligi prvaka je zabio spektakularan gol iz slobodnog udarca s 35 metara protiv Intera na San Siru, a unatoč tome njegov je tim u toj utakmici poražen s 2:1.

### Werder Bremen
Almeida je poslan na još jednu posudbu u sezoni 2006./07., odradivši solidnu prvu godinu u Bundesligi u Werderu, gdje se pridružio bivšem suigraču iz Porta Diegu. Zabio je deset golova u 41 nastupu (u svim natjecanjima), uključujući i jedan u 1:2 domaćem porazu protiv Espanyola u polufinalu Kupa UEFA-e, gdje je njegov udarac preletio vratara i upao u mrežu u ukupnom porazu 1:5. Nakon što je uvidio da nema šanse da se izbori za mjesto u Portu, koji ga je definitivno otpisao dolaskom dvojice napadača Edgara i Ernesta Faríasa u kolovozu 2007. godine, Almeida je odlučio prihvatiti ponudu iz Bremena, te je potpisao četverogodišnji ugovor vrijedan 4 milijuna eura.
S odlaskom Miroslava Klose, koji je potpisao za Bayern, Almeidine šanse za dobivanje mjesta u prvoj momčadi su dramatično poboljšane, a on je počeo sezonu 2007./08. u golgeterskoj formi. Zabio je sedam puta u prvih 12 utakmica, uključujući dva gola u pobjedi 4:1 nad braniteljom naslova Stuttgartom. Završio je sezonu s 16 golova u svim natjecanjima - 11 u ligi, u sezoni u kojoj je njegov klub osvojio drugo mjesto iza Bayerna. Almeidu je po učinku u momčadi nadmašio samo Diego sa 17 golova.
U još jednoj solidnoj sezoni, 2008./09., Almeida je zabio devet golova u ligi, dodao četiri u samo pet utakmica u kupu, a svoj prvi hat-trick je zabio protiv amatera Eintracht Nordhorna, u pobjedi 9:3. U Ligi prvaka je zabio još dva, u utakmici u kojoj su ga navijači izabrali za "igrača utakmice" u 2:2 remiju u gostima protiv Anorthosisa. Kako je njegov Werder "degradiran" u Kupa UEFA-e, on je doprinio s jednim golom u osam utakmica gdje je njegov klub otišao sve do finala, ali je dobio žuti karton u pobjedi 3:2 protiv HSV-a u polufinalu (3:3 ukupno), te je morao propustiti finalni susret protiv Šahtara i bez njega je Werder izgubio s 2:1.
Počinjući utakmice s klupe, Almeida je opet zabio dvoznamenkasti broj golova u sezoni 2009./10., pogodio je mrežu sedam puta u domaćoj ligi od ukupno 11 golova tijekom cijele sezone, u kojoj je Werder završio treći i izborio pravo nastupa u Ligi prvaka gdje igraju play-off, a Almeida asistira Claudiu Pizarru za treći gol u srazu protiv Sampdorie (3:1 domaća pobjeda u prvoj utakmici, ukupna pobjeda 3:2).
Almeida je krenuo u sezonu 2010./11. pogodivši mrežu šest puta u prvih deset utakmica. Dana 28. studenog 2010. godine svoj konto povećao je na ukupno devet golova, nakon što je zabio tri u domaćoj pobjedi protiv St. Paulija (3:0),a u zadnjim minutama utakmice je dobio crveni karton nakon udaranja protivnika.

### Beşiktaş
Na Badnjak 2010. godine, nakon što je zabio 11 golova u 21 službenih utakmica za Werder tijekom polusezone, Almeida se pridružio Bešiktašu u Süper Ligi, nakon što je pristao na ugovor na tri i pol godine za 2.000.000 €. Dana 11. svibnja 2011., zabio je odlučujući jedanaesterac u raspucavanju te je istanbulska momčad osvojila turski kup protiv İstanbul B. B.-a (4:3, 2:2 nakon produžetaka).

### Cesena
Dne 7. prosinca 2014, kao slobodan igrač potpisuje za talijanskog prvoligaša Cesenu.

### Hannover 96
Portugalski napadač odlučio je napustiti redove ruskog Anžija i preći u Hannover 96 u siječnju 2016. godine. Nekadašnji nogometaš Werder Bremena odlučio se vratiti u Bundesligu nakon šest godina i potpisati ugovor s Hannoverom. Almeida je s Hannoverom potpisao ugovor do ljeta 2017. godine, a klub je se tijekom njegovo dolaska nalazila u opasnoj zoni, promijenila u tom periodu trenera i bila na 17. mjestu ljestvice. Ujedno je i ponovno počeo surađivati sa svojim starim trenerom iz Werder Bremena, Thomasom Schaafom. Desetak dana kasnije je debitirao za Hannover u ligaškoj utakmici protiv Darmstadta, u kojem je i postigao svoj prvi gol za Crvene. Kratko nakon debija, Almeidi su počeli (manji) zdravstveni problemi.

### Hajduk
Dana 30. kolovoza 2017. godine Almeida raskida ugovor s grčkim AEK-om, a već sljedećeg dana potpisuje jednogodišnji ugovor s Hajdukom. Debitirao je 17. rujna 2017. godine u susretu 9. kola 1. HNL 2017./18. protiv Rijeke, u porazu od 0:2. Susret je počeo u prvoj jedanaestorki, a izašao je u 67. minuti, ispraćen zvižducima zbog loše igre. No već u sljedećem kolu postiže svoje prve pogotke u Hajdukovom dresu točnije dva, u remiju od 2:2 s zagrebačkom Lokomotivom.

### Académica de Coimbra
Nakon isteka ugovora s Hajdukom, u ljeto 2018. godine potpisuje jednogodišnji ugovor s portugalskim drugoligašem Académicom de Coimbrom.

## Reprezentativna karijera
Almeida je igrao na svim razinama u međunarodnim natjecanjima, od U-15 do glavne portugalske reprezentacije. Debitirao je u prijateljskoj utakmici protiv Engleske 18. veljače 2004. godine u 1:1 remiju, a bio je dio portugalske momčadi koja je osvojila turnir za mlade u Toulonu 2003. godine, a također se pojavljuje na Europskom U-21 prvenstvu 2004. i Europskom U-21 prvenstvu 2006.
Almeida je pozvan u portugalsku reprezentaciju za posljednje tri utakmice u kvalifikacijama za Euro 2008. Započinje utakmicu protiv Azerbajdžana i zabija svoj prvi međunarodni gol. Također je zabio u sljedećoj utakmici, za 1:0 pobjedu nad Armenijom, i ti su se golovi na kraju pokazali bitnim, jer je Portugal na kraju otišao na završni turnir.
U Queirozovom drugom izborničkom mandatu, Almeida je postigao pogodak u 4:0 pobjedi protiv Malte 6. rujna 2008. u kvalifikacijama za SP 2010. Njegova značajnost za nacionalnu vrstu je smanjena krajem 2009., nakon naturalizacije Sportingovog Liédsona.
Almeida je pozvan za završni turnir u Južnoj Africi. Nakon prve utakmice, 0:0 protiv Obale Bjelokosti, zamijenio je Liédsona u početnoj jedanaestorki za sljedeću utakmicu, ali oba su igrača pronašla put do mreže u pobjedi 7:0 protiv Sjeverne Koreje 21. lipnja 2010., u Cape Townu.
Almeida je pozvan od strane novog izbornika Paula Benta, u momčad za Euro 2012., u početku kao treći izbor iza Héldera Postige i Nelsona Oliveire. Nakon što se ozlijedio u prvoj polovici četvrtfinala protiv Češke, zamijenjen je, ali starta od prve minute u ispadanju na jedanaesterce protiv Španjolske (0:0 nakon 120 minuta).
Nakon što je uvršten u momčad za Svjetsko prvenstvo u Brazilu, startao je u prvoj utakmici grupne faze protiv Njemačke, ali se ozlijedio poslije samo 28 minuta igre gdje je njegova momčad izgubila s 4:0. Propustio je i ostale dvije utakmice protiv SAD-a i Gane.

### Pogodci za reprezentaciju
| #   | Datum               | Mjesto                                           | Protivnik       | Pogodak | Rezultat | Natjecanje                  |
| --- | ------------------- | ------------------------------------------------ | --------------- | ------- | -------- | --------------------------- |
| 1.  | 13. listopada 2007. | Stadion Tofik Bahramov, Baku, Azerbajdžan        | Azerbajdžan     | 0 : 2   | 0 : 2    | Kvalifikacije za EURO 2008. |
| 2.  | 17. studenog 2007.  | Estádio Dr. Magalhães Pessoa, Leiria, Portugal   | Armenija        | 1 : 0   | 1 : 0    | Kvalifikacije za EURO 2008. |
| 3.  | 6. rujna 2008.      | Stadion u Ta'Qaliju, Ta' Qali, Malta             | Malta           | 0 : 2   | 0 : 4    | Kvalifikacije za SP 2010.   |
| 4.  | 6. lipnja 2009.     | Qemal Stafa, Tirana, Albanija                    | Albanija        | 0 : 1   | 1 : 2    | Kvalifikacije za SP 2010.   |
| 5.  | 12. kolovoza 2009.  | Rheinpark Stadion, Vaduz, Lihtenštajn            | Lihtenštajn     | 0 : 1   | 0 : 3    | Prijateljska utakmica       |
| 6.  | 12. kolovoza 2009.  | Rheinpark Stadion, Vaduz, Lihtenštajn            | Lihtenštajn     | 0 : 3   | 0 : 3    | Prijateljska utakmica       |
| 7.  | 3. ožujka 2010.     | Estádio Cidade de Coimbra, Coimbra, Portugal     | Kina            | 1 : 0   | 2 : 0    | Prijateljska utakmica       |
| 8.  | 8. lipnja 2010.     | Wanderers Stadium, Johannesburg, JAR             | Mozambik        | 2 : 0   | 3 : 0    | Prijateljska utakmica       |
| 9.  | 8. lipnja 2010.     | Wanderers Stadium, Johannesburg, JAR             | Mozambik        | 3 : 0   | 3 : 0    | Prijateljska utakmica       |
| 10. | 21. lipnja 2010.    | Green Point Stadion, Cape Town, JAR              | Sjeverna Koreja | 3 : 0   | 7 : 0    | SP 2010.                    |
| 11. | 3. rujna 2010.      | Estádio D. Afonso Henriques, Guimarães, Portugal | Cipar           | 1 : 1   | 4 : 4    | Kvalifikacije za EURO 2012. |
| 12. | 17. studenog 2010.  | Estádio da Luz, Lisabon, Portugal                | Španjolska      | 4 : 0   | 4 : 0    | Prijateljska utakmica       |
| 13. | 10. kolovoza 2011.  | Estádio Algarve, Faro, Portugal                  | Luksemburg      | 4 : 0   | 5 : 0    | Prijateljska utakmica       |
| 14. | 10. kolovoza 2011.  | Estádio Algarve, Faro, Portugal                  | Luksemburg      | 4 : 0   | 5 : 0    | Prijateljska utakmica       |
| 15. | 2. rujna 2011.      | GSP Stadium, Nikozija, Cipar                     | Cipar           | 0 : 3   | 0 : 4    | Kvalifikacije za EURO 2012. |
| 16. | 14. rujna 2012.     | Stade d'Angondjé, Libreville, Gabon              | Gabon           | 1 : 2   | 2 : 2    | Prijateljska utakmica       |
| 17. | 26. ožujka 2013.    | Stadion Tofik Bahramov, Baku, Azerbajdžan        | Azerbajdžan     | 0 : 2   | 0 : 2    | Kvalifikacije za SP 2014.   |
| 18. | 10. lipnja 2014.    | MetLife Stadium, New Jersey, SAD                 | Irska           | 1 : 0   | 5 : 1    | Prijateljska utakmica       |
| 19. | 10. lipnja 2014.    | MetLife Stadium, New Jersey, SAD                 | Irska           | 3 : 0   | 5 : 1    | Prijateljska utakmica       |

## Stil igre
Almeida je ljevak. Glavne karakteristike u njegovoj igri su njegova ogromna fizička snaga, igra glavom i snažan udarac, a glavna mana mu je to što nije brz igrač.

## Privatni život
Bio je u braku s Andreiom Almeidom.

## Trofeji

### Porto
- Portugalska liga (2): 2003./04., 2005./06.
- Portugalski nogometni kup (1): 2005./06.

### Werder Bremen
- DFB-Pokal (1): 2008./09.
- Kup UEFA : finalist 2008./09.

### Beşiktaş
- Turski kup (1): 2010./11.

## Vanjske poveznice
- transfermarkt.de
- Zerozero
- National Football Teams.com
- Goal.com  Arhivirana inačica izvorne stranice od 16. ožujka 2014. (Wayback Machine)
- ForaDeJogo  Arhivirana inačica izvorne stranice od 31. prosinca 2013. (Wayback Machine)